# Pactomania
Pactomania é um termo usado para descrever um período de elaboração de tratados pelos Estados Unidos durante a Guerra Fria. Durante a presidência de Dwight D. Eisenhower, os Estados Unidos, principalmente através dos esforços do Secretário de Estado John Foster Dulles, formaram alianças com 42 nações distintas, juntamente com relações contratuais com cerca de 100 , o que observadores descrevem como "pactomania". Nos últimos anos, o termo passou a ser usado para se referir a esse período histórico .